# YOTSUBAKO
YOTSUBAKO（ヨツバコ）は、神奈川県横浜市都筑区中川中央のセンター北駅横にある商業施設。2011年11月23日にオープンした。

## 概要
コンセプトは、「家チカながらお出かけ気分が味わえて普段の生活をアップグレードさせる商業施設」。名前の由来でもある4つの箱を重ねた形の地上8階・地下1階建て。センター北駅から直接ノースポート・モールへ行くには、この建物を通り抜ける必要がある。

## 出店テナント
- K-BALLET SCHOOL/BALLET GATE（バレエ教室）
- チャコット（バレエ・ダンス用品）
- ベッカライ徳多朗（ベーカリー）
- Gong cha（タピオカ）
- タリーズコーヒー（スペシャルティコーヒー）
- 麻布茶房（甘味・食事処）
- SMILE KIDS（保育園）
- M.PLUS（美容院）
- F・T・Y nail（ネイルサロン）
- 天啓（広東料理）
- Muu Muu Diner（ハワイアン）